# Bringetofta socken
Bringetofta socken i Småland ingick i Västra härad i Njudung, ingår sedan 1971 i Nässjö kommun i Jönköpings län och motsvarar från 2016 Bringetofta distrikt.
Socknens areal är 117,51 kvadratkilometer, varav land 115,42. Om gränsjusteringen 1974 räknas med är arean dock 86,1 kvadratkilometer.. År 2000 fanns i här 290 invånare baserat på 1974 års gränsändringar. Kyrkbyn Bringetofta med sockenkyrkan Bringetofta kyrka ligger i socknen. 

## Administrativ historik
Bringetofta socken har medeltida ursprung.
Vid kommunreformen 1862 övergick socknens ansvar för de kyrkliga frågorna till Bringetofta församling och för de borgerliga frågorna till Bringetofta landskommun. Landskommunen inkorporerades 1952 i Norra Sandsjö landskommun och uppgick sedan 1971 i Nässjö kommun. I samband med en gränsjustering 1974 av kommungränsen mellan Nässjö kommun och Sävsjö kommun överfördes cirka en fjärdedel av församlingens yta, innehållande 138 invånare, till Sävsjö församling och församlingens nya area blev då 86,1 kvadratkilometer.
1 januari 2016 inrättades distriktet Bringetofta, med samma omfattning som församlingen hade 1999/2000 och fick 1974 i samband med gränsjusteringen av kommungränsen.
Socknen har tillhört samma fögderier och domsagor som Västra härad. De indelta soldaterna tillhörde Jönköpings regemente, Västra härads kompani och Smålands grenadjärkår, Livkompaniet.

## Geografi
Bringetofta socken ligger norr om Sävsjö kring Vrigstadsån. Socken är i norra delen kuperad skogig och höglänt med höjder som når 365 meter över havet, södra delen mer jämn och med sandiga hedmarker och flera torvmossar.

## Fornlämningar
Några gravrösen från bronsåldern samt ett tiotal järnåldersgravfält finns här, liksom en runristning vid Hjärtsöla.

## Namnet
Namnet (1287 Bringatoptom), taget från kyrkbyn, innehåller som förled möjligen ett äldre namn på Lillån, efterleden tofta, hustomter.

### Fotnoter
1. 1 2 3  Svensk Uppslagsbok andra upplagan 1947–1955: Bringetofta socken
2. 1 2  ”Församlingsarealer den 1 januari 2000” (Excel). Statistiska centralbyrån. Arkiverad från originalet den 5 mars 2016. https://web.archive.org/web/20160305082049/http://www.scb.se/Statistik/MI/MI0802/2011A01/mi0802tab2_.xls. Läst 19 juli 2016.
3. 1 2  Harlén, Hans; Harlén Eivy (2003). Sverige från A till Ö: geografisk-historisk uppslagsbok. Stockholm: Kommentus. Libris 9337075. ISBN 91-7345-139-8
4. ↑  ”Folkmängd den 31 december 1973” (PDF). Statistiska centralbyrån. Arkiverad från originalet den 15 augusti 2016. https://web.archive.org/web/20160815092638/http://www.scb.se/H/SOS%201911-/Befolkningsstatistik/Folkm%c3%a4ngd%20Del%201-2%20Kommuner%20och%20f%c3%b6rsamlingar%20(SOS)%201967-1990/Befolkning-Folkmangd-1973-1-Kommuner-och-forsamlingar.pdf. Läst 19 juli 2016.
5. ↑  Administrativ historik för Bringetofta socken (Klicka på församlingsposten). Källa: Nationella arkivdatabasen, Riksarkivet.
6. ↑  Indelta soldater, torp och rotar i Jönköpings län Arkiverad 24 januari 2012 hämtat från the Wayback Machine. Jönköpingsbygdens Genealogiska Förening
7. 1 2  Sjögren, Otto (1931). Sverige geografisk beskrivning del 2 Östergötlands, Jönköpings, Kronobergs, Kalmar och Gotlands län. Stockholm: Wahlström & Widstrand. Libris 9939
8. 1 2 3  Nationalencyklopedin
9. ↑  Fornlämningar, Statens historiska museum: Bringetofta socken
10. ↑  Fornminnesregistret, Riksantikvarieämbetet: Bringetofta socken Fornminnen i socknen erhålls på kartan genom att skriva in sockennamn (utan "socken") i "Ange geografiskt område"